# Мишел Думонтје
Мишел Думонтје (енгл. Michel Justin Dumontier; рођен 10. априла 1975) је канадски истакнути професор науке о подацима на Универзитету у Мастрихту.

## Биографија
Рођен је 10. априла 1975. у Винипегу. Дипломирао је биохемију на Универзитету Манитоба 1998. године. На другој години основних студија придружио се лабораторији Џејмса Д. Џејмисона где је развио рачунарски метод за реконструкцију Голџијевог апарата. Радио је као истраживачки асистент на Институту за биохемију Макс Планк у Минхену где је истраживао ћелијску динамику RAC1 протеина малих GTPaze. Докторирао је биохемију на Универзитету у Торонту. Након постдокторске стипендије Blueprint Initiative придружио се Одељењу за биологију на Универзитету Карлетон као доцент 2005. године. На Факултету рачунарских наука и Биохемијском институту је унапређен у ванредног професора 2009. Године 2013. се придружио Стенфорд центру за истраживање биомедицинске информатике на Медицинском факултету Универзитета Станфорд. Године 2017. је именован за уваженог професора на Универзитету у Мастрихту у Холандији. Његово истраживање се фокусира на методе за представљање знања на вебу са апликацијама за откривање лекова и персонализовану медицину. Најпознатији је по свом раду у биомедицинским онтологијама, повезаним подацима и откривању биомедицинског знања. Предавао је курсеве из биохемије, биоинформатике, биологије рачунарских система и транслационе медицине. Његова истраживања су финансирали Савет за природне науке и инжењерство, Канадска фондација за иновације, Mitacs, Министарство за истраживање, иновације и науку Онтарија, Канадска мрежа за унапређење истраживања, индустрије и образовања и Национални институти за здравље. Аутор је преко 125 научних публикација у часописима и конференцијама. Живи у Мастрихту са супругом Тифани Ајрин Лијанг и њиховим зецом.